# Universidad Mayor de San Andrés
La Universidad Mayor de San Andrés (UMSA) es la principal universidad Boliviana de carácter estatal del Estado Plurinacional de Bolivia. Fue establecida en 1830 en la ciudad de La Paz. La UMSA es la segunda universidad más antigua de Bolivia, después de la Universidad Mayor, Real y Pontificia de San Francisco Xavier de Chuquisaca (fundada en 1624) y la más representativa del Sistema de la Universidad Boliviana.

## Historia
La UMSA fue creada por Decreto Supremo de 25 de octubre de 1830, durante el Gobierno del mariscal Andrés de Santa Cruz. 
La historia de la UMSA consta de tres periodos:
1. La universidad oficial, desde su fundación hasta la revolución de junio de 1930.
2. La universidad semiautónoma o autárquica, instituida en la revolución de 1930, hasta la gestión del rector Héctor Ormachea Zalles en junio de 1936.
3. La universidad enteramente autónoma, desde 1936 hasta la actualidad.

Debido a la importancia de la ciudad de La Paz dentro Bolivia, desde su creación, la UMSA ha tenido influencia en la vida social y cultural del país, así como en su devenir político. Varios presidentes de Bolivia realizaron sus estudios superiores en esta universidad, así como abogados, ingenieros, políticos, médicos y otros profesionales que se convirtieron en personalidades destacadas dentro de la comunidad boliviana durante los siglos XIX, XX y XXI.
Actualmente, la UMSA está organizada en trece facultades en la ciudad de La Paz y desconcentrada en cuatro Centros Regionales Universitarios (CRUs) en el área rural del departamento de La Paz, así como en diversas Sedes Universitarias Locales (SULs) en las provincias. Respecto al alumnado, hasta el año 2019 la universidad tenía en sus aulas más de 79 mil estudiantes, de los cuales 9083 obtuvieron el título de licenciado o su equivalente.
En 2017, según el QS World University Rankings, la UMSA era la mejor universidad de Bolivia, y la número 91 del ámbito latinoamericano. De acuerdo al Ranking Web de Universidades, Webometrics 2021, se constituye como la mejor universidad del Bolivia y 3857 a nivel mundial.
Tras la conclusión de la gestión del Dr. Waldo Albarracín Sánchez, reconocida personalidad en el ámbito social del país, en noviembre de 2019 como último Rector elegido en claustro universitario, la UMSA ingresó en un periodo de interinatos, siendo presidida por el Decano en ejercicio más antiguo en funciones cada 89 días.
Desde mayo de 2024 y hasta 2027, su Rectora es la Dra. María Eugenia García Moreno, y su vicerrector, el Dr. Tito Valerio Estévez Martini, autoridades electas con el 62 % del voto ponderado docente estudiantil.
La UMSA cuenta con un brazo comunicacional de considerable influencia en redes sociales, suplementos en prensa escrita de circulación nacional, radio y televisión abierta, destacando Televisión Universitaria de La Paz.

## Casa central

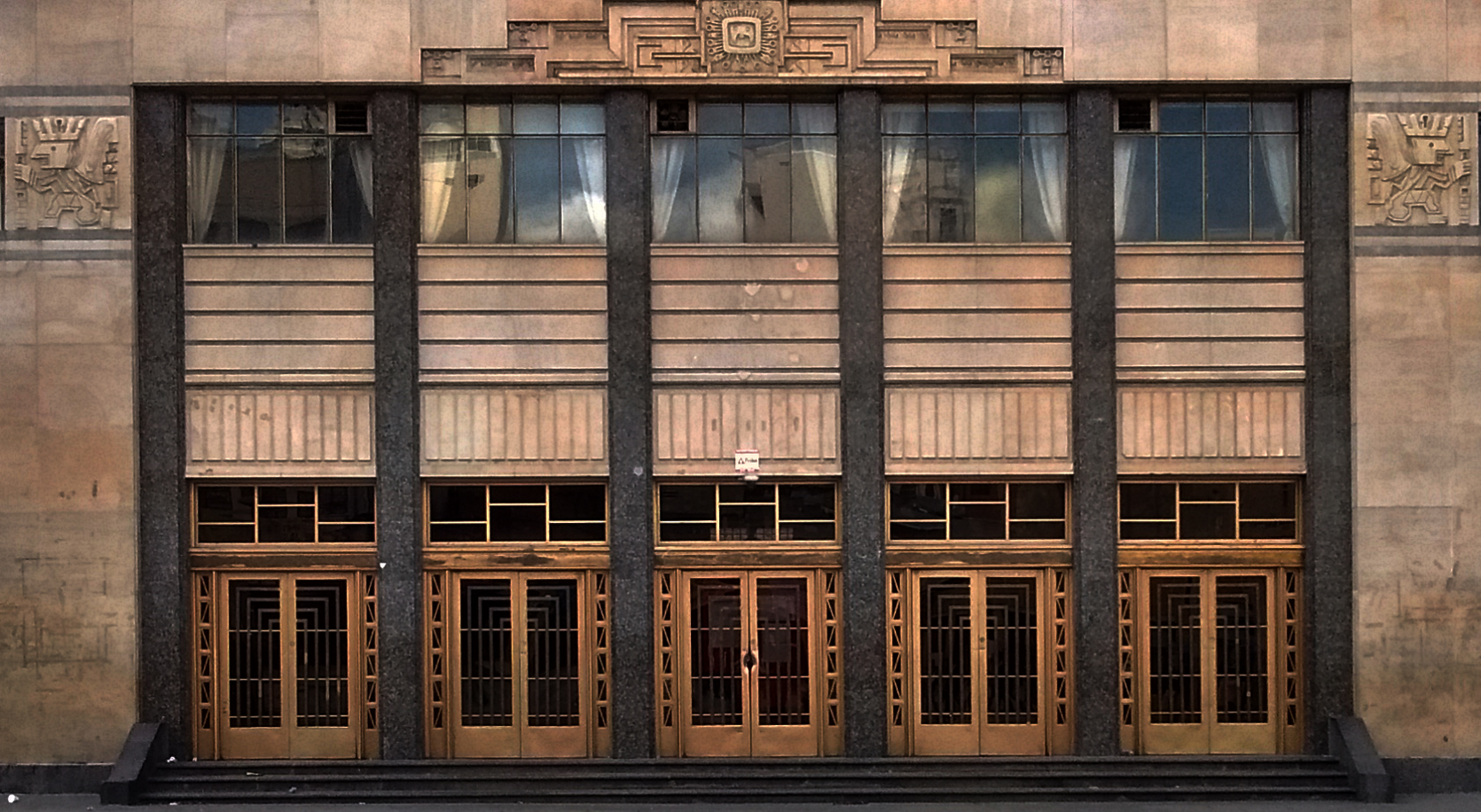
Ingreso al Monoblock

El edificio que actualmente acoge las principales oficinas de esta casa de estudios, conocido como Monoblock Central, está ubicado en la plaza del Bicentenario, sobre la avenida Villazón de la ciudad de La Paz y fue proyectado en 1942 por el arquitecto Emilio Villanueva Peñaranda, considerado ícono de la arquitectura boliviana. Este edificio es parte de un complejo universitario inspirado en la arquitectura tiwanakota precolombina, el cual fue concluido en 2018 con la inauguración del bloque de la Facultad de Ciencias Sociales. Su construcción, iniciada en 1942 y concluida e inaugurada el 4 de julio en 1947, fue criticada, pues el monoblock fue el primer edificio de altura en la ciudad.
Cuenta con 13 pisos, de los cuales 4 son de aulas, uno se halla dedicado a la  biblioteca central y un auditorio, el Paraninfo Universitario, que está abierto al público para distintos eventos. Su diseño también incluye un jardín semisubterráneo con acceso al atrio central.
A sus alrededores, y debido a la gran demanda de aulas, se construyeron varios pabellones y dos edificios que están separados del central por áreas libres y un resto del edificio antiguo del Colegio Militar, también proyectado por Villanueva.
El Monoblock Central también es conocido por ser epicentro de protestas sociales, pues los movimientos sociales suelen congregarse en su atrio después de manifestarse en la ciudad.

## Facultades

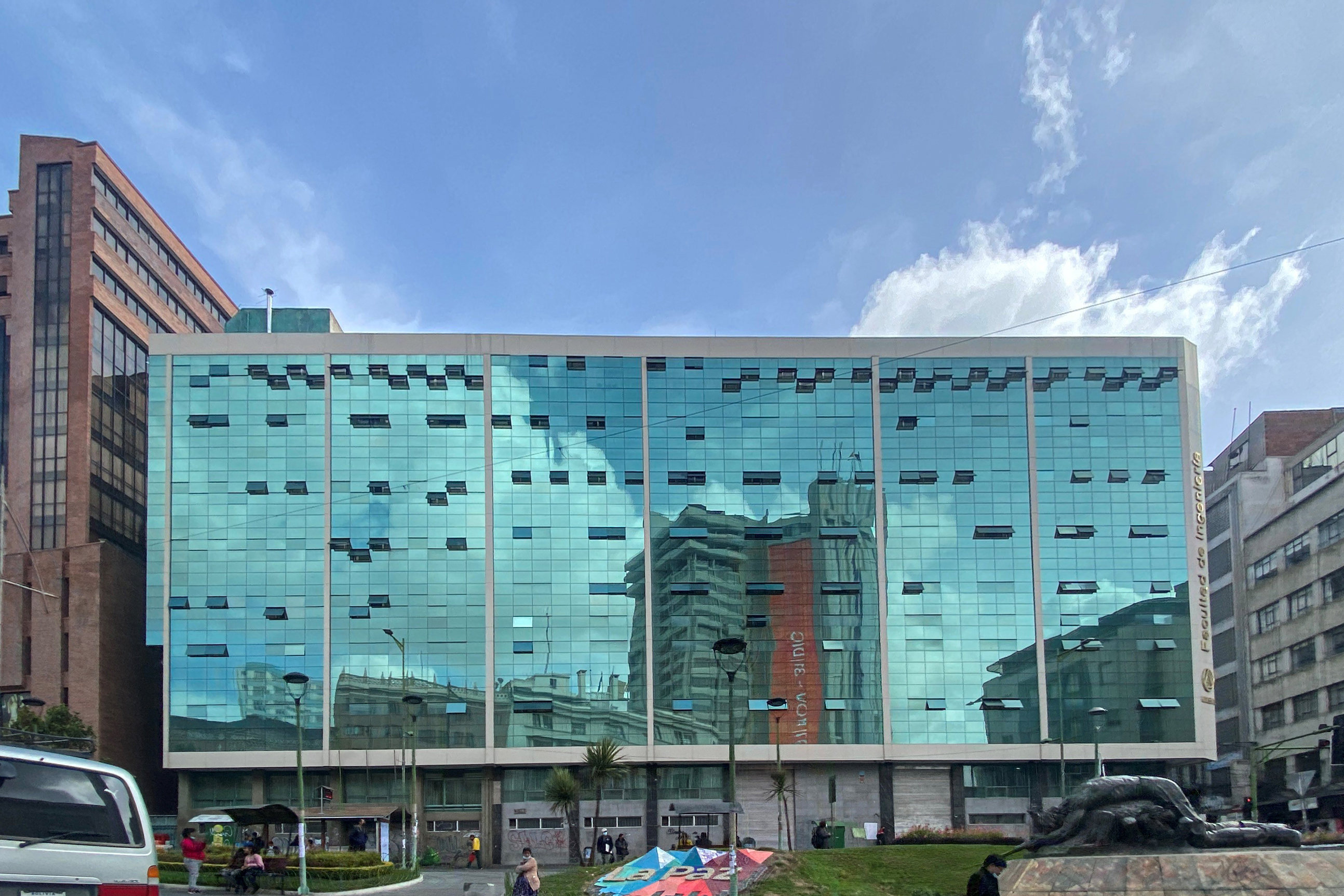
Edificio de la Facultad de Ingeniería de la Universidad Mayor de San Andrés

La UMSA se organiza administrativa y académicamente en las siguientes trece facultades:
- Facultad de Agronomía
- Facultad de Arquitectura, Artes, Diseño y Urbanismo
- Facultad de Derecho y Ciencias Políticas

- Facultad de Ciencias Económicas y Financieras
- Facultad de Ciencias Farmacéuticas y Bioquímicas
- Facultad de Ciencias Geológicas
- Facultad de Ciencias Puras y Naturales (incluyendo el Planetario Max Schreier, el Observatorio Astronómico de Patacamaya y el Laboratorio de Física de la Atmósfera en Chacaltaya)
- Facultad de Ciencias Sociales
- Facultad de Humanidades y Ciencias de la Educación
- Facultad de Ingeniería
- Facultad de Medicina, Enfermería, Nutrición y Tecnología Médica

- Facultad de Odontología

- Facultad de Tecnología

## Reconocimientos con el título de doctorhonoris causa
En el Artículo 3 del Capítulo I “Composición y Fines de la Universidad” del Estatuto Orgánico de la UMSA se dispone en el inciso (G): Conferir títulos universitarios, profesionales y académicos, conforme a las leyes y reglamentos vigente y los que se formulasen para el efecto. Otorga, asimismo, el título de DOCTOR O PROFESOR HONORIS CAUSA a personalidades eminentes, nacionales o extranjeras.
- 1989 Walter Solón Romero, por la obra mural "El retrato de un pueblo"
- 1993 Fidel Castro Ruz, por el alegato jurídico "La Historia me absolverá"
- 2006 Emilio Villanueva Peñaranda (post mortem), responsable del diseño y ejecución del Monoblock Central
- 2006 Joseph E. Stiglitz, por "Premio en Ciencias Económicas en memoria de Alfred Nobel", 2001
- 2007 Gabriel García Márquez
- 2007 Cástulo Martínez Hernández
- 2008 Oscar Saavedra San Martín
- 2009 Pedro Godoy Perrín [6]
- 2010 Samir Amin y Jaime Escalante Gutiérrez
- 2011 René Zavaleta Mercado (post mortem)
- 2011 Domitila Barrios de Chungara
- 2011 Eduardo Bayro Corrochano
- 2012 Ezio Pelizzetti
- 2012 José Roldan Cañas
- 2012 Gianni Tognoni
- 2013 Juan Miguel González Velasco
- 2014 Isaac Sandoval Rodríguez
- 2014 Olov Sterner
- 2015 José Luis Rodríguez Zapatero
- 2015 Leonardo Morlino
- 2015 Jorge Walter Navia Romero
- 2015 Luis Huascar Antezana Juárez
- 2015 Fernando Julio Cajias De La Vega
- 2015 Hugo Celso Felipe Mansilla Ferret
- 2015 Philip Hanawalt
- 2015 Xavier Albó Corronis
- 2016 Takaaki Kajita
- 2017 Matilde Casazola
- 2018 Rubén Carrasco De La Vega
- 2018 Silvia Rivera Cusicanqui
- 2019 Makoto Ayabe
- 2019 Josef T. Prchal
- 2019 Eduardo Ferrer Mac-Gregor Poisot
- 2020 Erwin Galoppo von Borries

## Investigación
- Archivo Histórico de La Paz - AHLLP
- Centro de Información y Documentación del Medicamento - cidme
- Instituto Boliviano de Biología de Altura - ibba
- Instituto de Biología Molecular y Biotecnología - ibmb
- Instituto de Desarrollo Regional - IDR
- Instituto de Ecología - ie
- Instituto de Investigaciones en Ingeniería Eléctrica - IIIE
- Instituto de Electrónica Aplicada -iea
- Instituto de Ensayo de Materiales - iem
- Instituto de Estadística Teórica Aplicada fcpn
- Instituto de Estudios Bolivianos fhce- IEB
- Instituto de Gas Natural - IGN
- Instituto de Genética - IG
- Instituto de Hidráulica e Hidrología - IHH
- Instituto de Ingeniería Sanitaria y Ambiental - IIS-UMSA
- Instituto de Investigación de Ciencias Políticas - IINCIP
- Instituto de Investigación, Interacción Social y Posgrado de la Carrera de Trabajo Social IIISP-TS
- Instituto de Investigación en Salud y Desarrollo - IINSAD
- Instituto de Investigación Matemática - IIMAT
- Instituto de Investigación Postgrado e Interacción Social de la Carrera de Turismo - IIPIST
- Instituto de Investigación y Capacitación en Ciencias Administrativas - IICCA
- Instituto de Investigación y Desarrollo de la Facultad de Odontología - IIDFO
- Instituto de Investigación y Desarrollo de Procesos Químicos - Iideproq
- Instituto de Investigación y Estudio de Postgrado en Bibliotecología y Ciencias de la Información - IIEPBCI
- Instituto de Investigación y Postgrado - Facultad de Arquitectura, Artes, Diseño y Urbanismo - IIP-FAADU
- Instituto de Investigación, Interacción y Postgrado de Psicología - IIIPP
- Instituto de Investigación, Postgrado e Interacción Social en Comunicación - Ipicom
- Instituto de Investigaciones Amazónicas - INIAM
- Instituto de Investigaciones Agropecuarias y Recursos Naturales - IIAREN
- Instituto de Investigaciones Antropológicas y Arqueológicas fcs - IIAA
- Instituto de Investigaciones Económicas - IIE
- Instituto de Investigaciones en Ciencias Contables, Financieras y Auditoría - IICCFa
- Instituto de Investigaciones en Informática - III
- Instituto de Investigaciones en Productos Naturales - IIPN
- Instituto de Investigaciones Fármaco Bioquímicas - IIFB
- Instituto de Investigaciones Físicas - IIFIumsa
- Instituto de Investigaciones Geográficas - IIGeo
- Instituto de Investigaciones Geológicas y del Medio Ambiente - IGeMA
- Instituto de Investigaciones Industriales - IIIFI
- Instituto de Investigaciones Literarias - IIL
- Instituto de Investigaciones Mecánicas y Electromecánica - IIME
- Instituto de Investigaciones Metalúrgicas y de Materiales - IIMetMat
- Instituto de Investigaciones Químicas - IIQ
- Instituto de Investigaciones Sociológicas - IdIS
- Instituto de Investigaciones y Aplicaciones Tecnológicas - IIAT
- Instituto de Investigaciones y seminarios, Carrera de Derecho - IIS
- Instituto de Prácticas Forenses y Consultorios Jurídicos - IPFCJ
- Instituto de Servicios de Laboratorios de Diagnóstico e Investigación en Salud - SELADIS
- Instituto del Transporte y Vías de Comunicación - ITVC
- Instituto Nacional Universitario de Investigación en Seguridad Industrial y Salud Ocupacional - INUISISO
- Planetario Max Schreier - PMS
- Unidad de Postgrado y Relaciones Internacionales - UPRI
- Observatorio del Patrimonio Cultural Arqueológico - OPCA